# Claudia Tenney
Claudia Tenney (New Hartford, 4 febbraio 1961) è una politica statunitense, membro della Camera dei Rappresentanti per lo stato di New York dal 2017 al 2019 e nuovamente dal 2021.

## Biografia
Figlia di un magistrato, la Tenney si laureò in legge all'Università di Cincinnati e dopo aver soggiornato alcuni mesi in Italia venne assunta al Consolato Generale della Jugoslavia. Qui si occupò, tra le altre cose, di gestire le trattative tra il governo locale e la sezione sportiva dell'ABC per la copertura televisiva delle Olimpiadi invernali di Sarajevo. Nel 1997 divenne editrice del Tenney Media Group con sede a Clinton e contemporaneamente diventò comproprietaria della Mid-York Press, un'azienda fondata da suo nonno e attiva nel settore tipografico nella Contea di Chenango.
Entrata in politica con il Partito Repubblicano, nel 2010 si candidò per un seggio all'interno della legislatura statale di New York e riuscì a farsi eleggere, venendo riconfermata per altri due mandati.
Nel 2014 la Tenney ufficializzò la propria candidatura alla Camera dei Rappresentanti, sfidando nelle primarie repubblicane il deputato in carica Richard Hanna, ma perse con un margine di scarto di circa sei punti. Due anni dopo, nel 2016, Hanna annunciò il proprio ritiro dal Congresso e così la Tenney si candidò per succedergli; Hanna rifiutò di appoggiare la candidatura della sua ex sfidante, dichiarando di non volersi associare alle sue posizioni e al suo lavoro, nonostante ciò la Tenney vinse le primarie e successivamente sconfisse anche l'avversaria democratica nelle consultazioni di novembre divenendo deputata.
Nel 2018 risultò sconfitta di misura dall'avversario democratico Anthony Brindisi e lasciò il seggio dopo un solo mandato. Nel 2020 si candidò nuovamente per il seggio, sfidando per la seconda volta Brindisi. La competizione fu estremamente serrata e, dopo mesi di dispute successive all'election day, in seguito ad un riconteggio ordinato da una corte statale, Claudia Tenney fu dichiarata vincitrice con un margine di 109 voti.
Nel 2022 si candidò per il 24º distretto, risultando eletta.
Ideologicamente Claudia Tenney si configura come una repubblicana estremamente conservatrice ed è considerata una esponente dei Tea Party.